# Archaeoraptor
"Archaeoraptor" là một tên chi không chính thức cho một hóa thạch tại Trung Quốc trong một bài viết được công bố bởi tạp chí National Geographic năm 1999. Tạp chí này cho rằng đây là "mắt xích" giữa chim và khủng long theropoda. Thậm chí trước khi bài viết này xuất bản đã có nhiều nhiều nghi ngờ về tính xác thực của hóa thạch này. Các nghiên cứu sau đó cho thấy hóa thạch này là giả mạo được sắp xếp dựa trên hóa thạch thật của nhiều loài khác nhau. Zhou et al. thấy rằng đầu và thân trên là của chi chim nguyên thủy Yanornis. Một nghiên cứu năm 2002 cho thấy đuôi thuộc về một dromaeosauria có cánh nhỏ là Microraptor, named in 2000. Chân thuộc về một động vật chưa rõ.